# Anisochromis straussi
Anisochromis straussi är en fiskart som beskrevs av Springer, Smith och Fraser, 1977. Anisochromis straussi ingår i släktet Anisochromis och familjen Pseudochromidae. Inga underarter finns listade i Catalogue of Life.